# Barbus barbulus
Barbus barbulus är en fiskart som beskrevs av Heckel, 1847. Barbus barbulus ingår i släktet Barbus och familjen karpfiskar. Inga underarter finns listade.